# NGC 988
NGC 988 est une galaxie spirale barrée située dans la constellation de la Baleine. NGC 988 a été découverte par l'astronome français Édouard Stephan en 1880.

## Caractéristiques
La classe de luminosité de NGC 988 est III-IV et elle présente une large raie HI. De plus, elle renferme des régions d'hydrogène ionisé.
Cette galaxie est près de l'étoile SAO 129994 qui cache par son éclat son extrémité nord-ouest sur les photos.

### Distance
Sa vitesse par rapport au fond diffus cosmologique est de 1 288 ± 16 km/s, ce qui correspond à une distance de Hubble de 19,0 ± 1,4 Mpc (∼62 millions d'al).
À ce jour, quatre mesures non basées sur le décalage vers le rouge (redshift) donnent une distance de 15,275 ± 2,738 Mpc (∼49,8 millions d'al), ce qui est à l'intérieur des valeurs de la distance de Hubble.

### Morphologie
Eskridge, Frogel et Pogge ont publié un article en 2002 décrivant la morphologie de 205 galaxies spirales ou lenticulaires rapprochées. Les observations ont été réalisées dans la bande H de l'infrarouge et dans la bande B (le bleu). Selon Eskridge et ses collègues, NGC 988 est de type inconnu (no data) dans la bande B et SBcd dans la bande H. NGC 988 est presque vue par la tranche. Son noyau ponctuelle est intégré	dans une mince barre légèrement asymétrique. La brillance de surface de la barre intérieure est élevée, alors que celle de la barre extérieure est nettement inférieure. Deux bras spiraux épais, noueux, diffus et filamentaires commencent aux extrémités de la barre de faible luminosité et s'enroulent sur au moins 180 degrés. Une étoile brillante est superposée sur le côté nord-ouest du disque.  

## Groupe de NGC 1084
NGC 988 appartient au groupe de NGC 1084 qui compte au moins 14 galaxies dont les galaxies du catalogue NGC suivantes : NGC 988, NGC 991, NGC 1022, NGC 1035, NGC 1042, NGC 1047, NGC 1051 (=NGC 961), NGC 1052, NGC 1084, NGC 1110, et NGC 1140. Toutes ces galaxies, sauf NGC 1047 et NGC 1140, sont aussi mentionnées dans une liste publiée sur le site « Un Atlas de L'Univers » de Richard Powell. Powell emploie toutefois le nom de groupe de NGC 1052.